# Clusium
Clusium  est le nom romain de la ville étrusque de Clevsin, nommée aujourd'hui Chiusi, une commune italienne de la province de Sienne en Toscane.

## Histoire

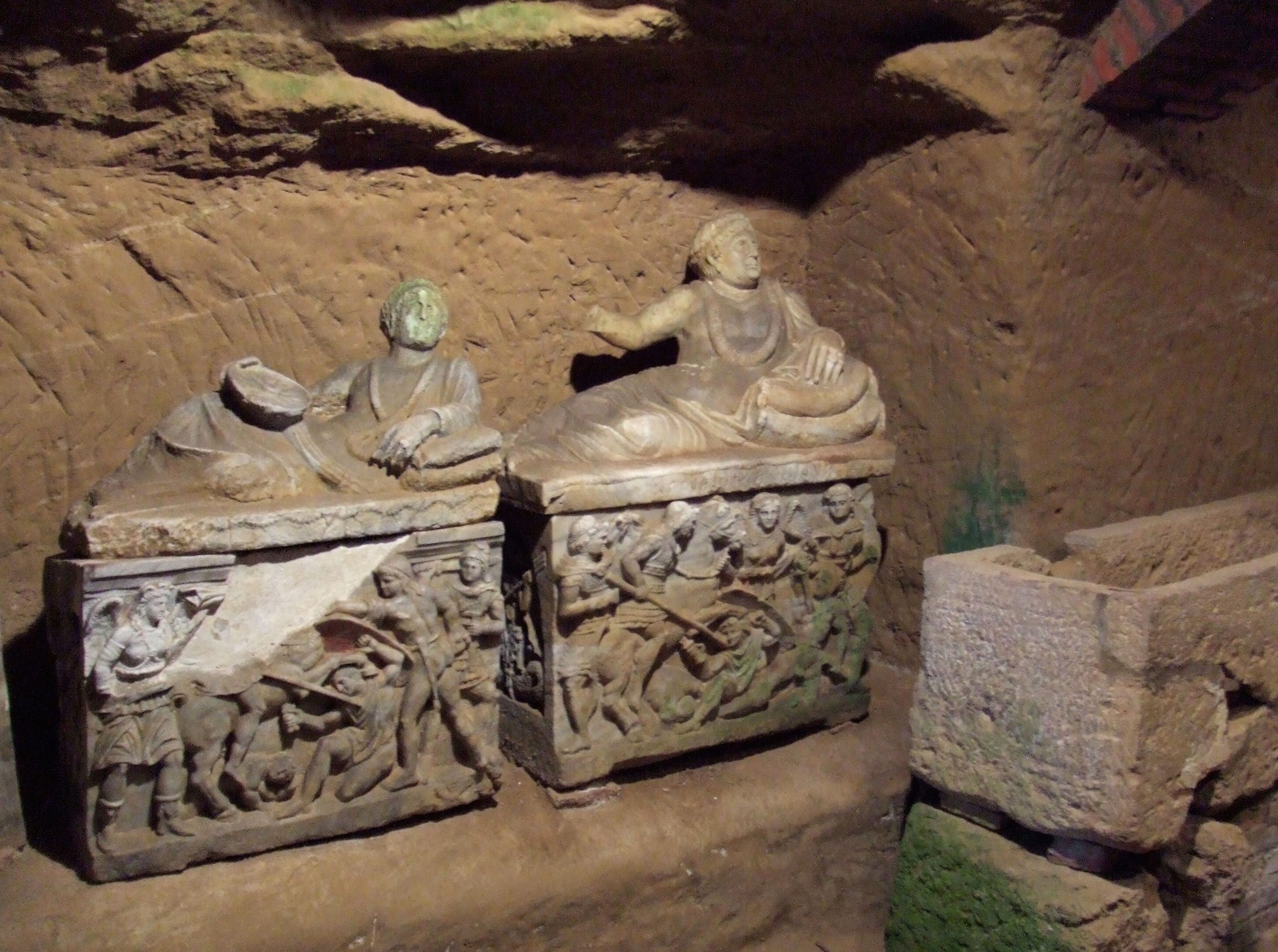
Sarcophages de la Tombe de la Pèlerine

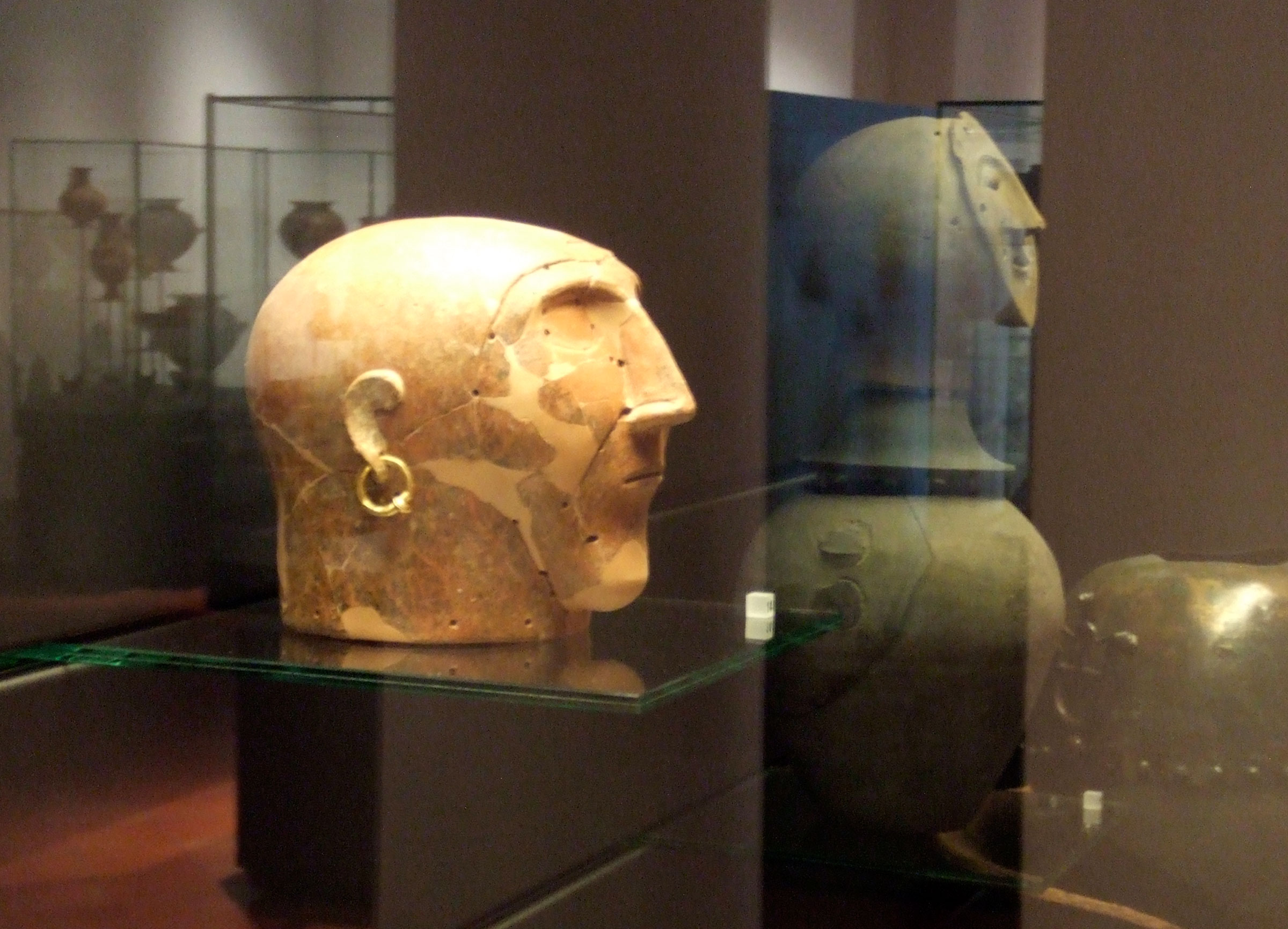
Vitrine du musée : têtes de canope anthropomorphe.

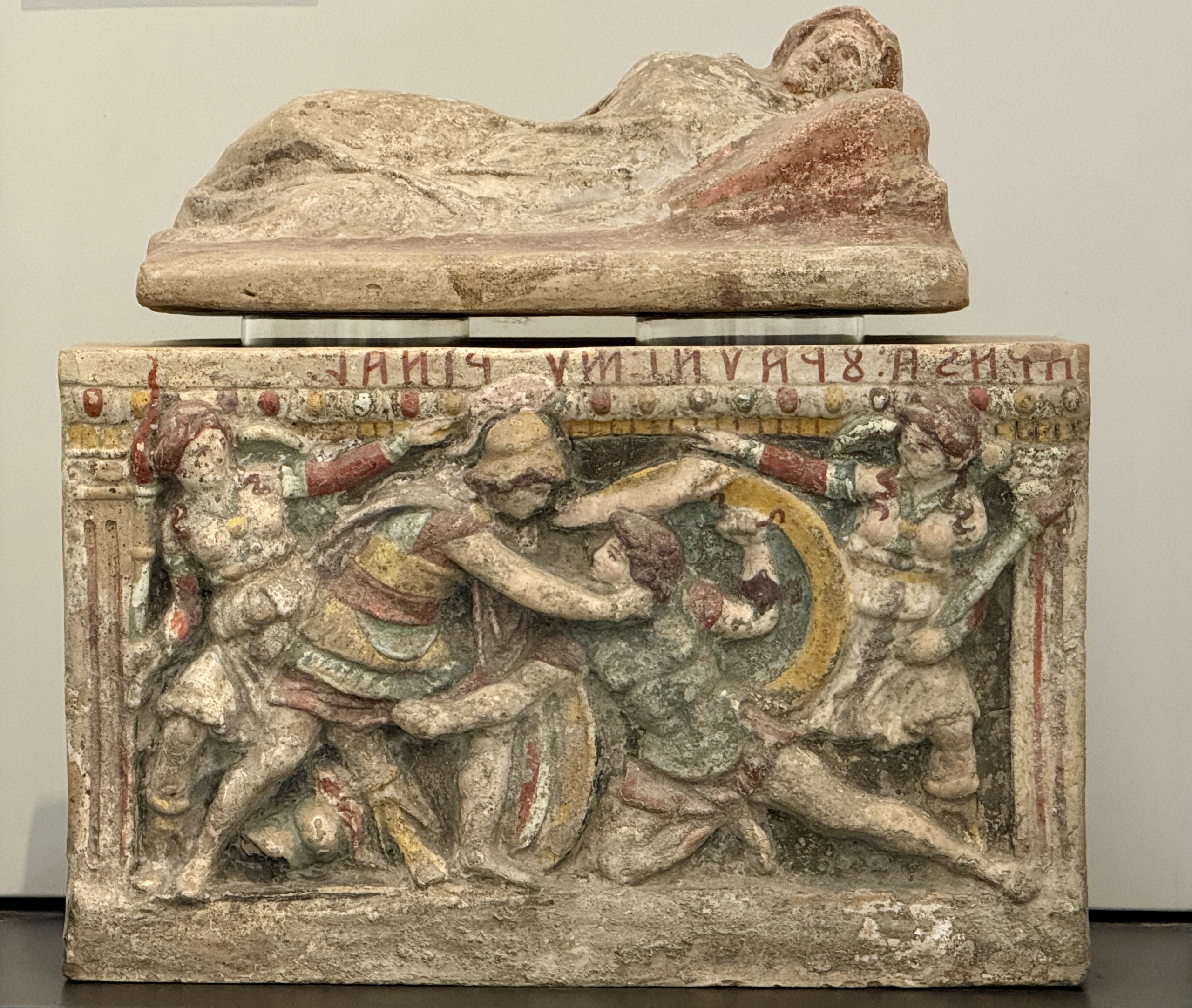
Trouvé à Chiusi. IIe siècle av. J.-C. Terre cuite. Le relief représente le duel entre Étéocle et Polynice pour le règne de Thèbes.

Chiusi est une des villes de la dodécapole étrusque. À la fin du VIe siècle av. J.-C., le roi de Chiusi, Porsenna, entreprend une politique d'expansion territoriale. Il s'empare de Rome et attaque les Latins, avant d'être vaincu à la bataille d'Aricie, en -507 par Aristodème de Cumes.
En -390, les Sénons envahissent l’Étrurie et assiègent Chiusi. Les habitants demandent l’aide de Rome. Rome intervient, mais subit une défaite à la bataille de l'Allia, le 18 juillet 390 av. J.-C. ou plus probablement 387 av. J.-C.. Les Gaulois, sous la conduite de Brennos marchent sur Rome.

## Personnalités liées à l'histoire de Clusium
- Porsenna, roi de Clusium, soutien des Tarquins selon la tradition.
- Arruns, fils de Porsenna, mort en 506 av. J.-C. lors du siège d'Aricie dans une bataille contre Aristodème de Cumes.
- Arruns de Clusium (v. 390 av. J.-C.), habitant de Clusium associé, selon certains récits, à l'entrée des Gaulois en Italie et à l'attaque de Clusium.

## Vestiges
- La nécropole du lac de Chiusi (lago di Chiusi) comprend des tombes dont certaines sont accessibles, comme la Tombe de la Pèlerine, la Tombe du lion et la  Tombe du singe.

## Culture
Un important musée étrusque (Museo archeologico nazionale di Chiusi) dans la ville expose ses collections de sarcophages en pietra fetida, d'urnes cinéraires, de buccheri, de cippes, de canopes dits « de Chiusi », de masques, de vases de céramique attique à figures noires et d'objets divers provenant de nombreux sites de nécropoles des environs.